# 어저귀

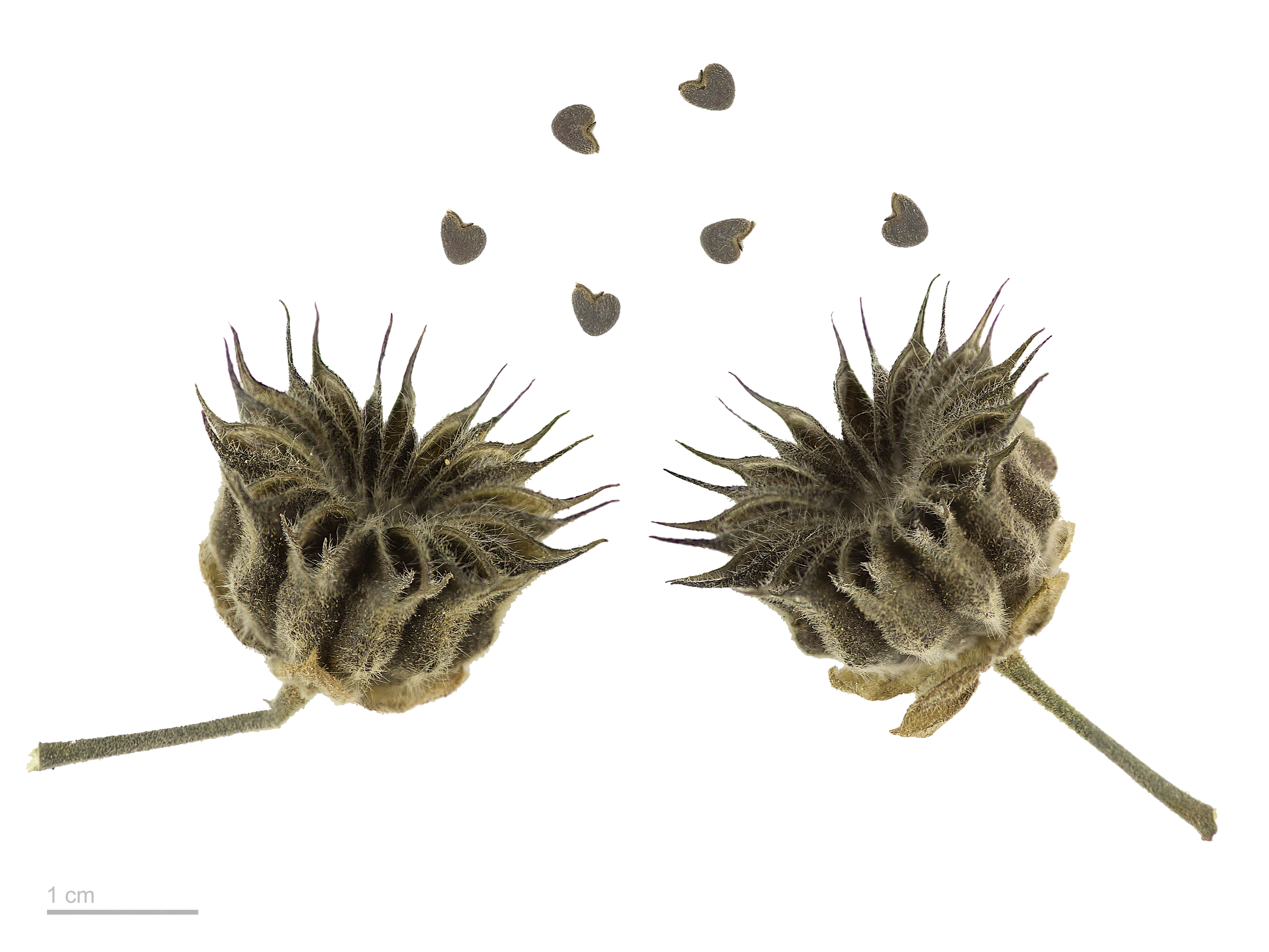
Abutilon theophrasti

어저귀(Abutilon theophrasti)는 인도가 원산지로 한국 각처에서 나는 한해살이 귀화식물이다. 어저귀는 땅이 기름진 정도에 따라 1.5m 정도까지 자란다. 귀여운 노란색 꽃이 피며, 씨가 10~15개 들어 있는 열매를 맺는다. 이 열매에는 중앙에서 가장자리로 우산살 같은 돌기가 나 있다. 한때 이북 지방에서 섬유 작물로 재배하기도 했다.